# Медицинска сестра
Медицинска сестра или медицински техничар је професионално усмерење из области медицине за које је неопходна средња или виша медицинска школа. За социјални рад од посебног значаја је сарадња са патронажним сестрама у свим подручјима рада, а нарочито у терапији и социјалној интеграцији особа са посебним потребама, злостављане деце, као и пружања различитих услуга старим особама.

## Опис посла
Медицинске сестре и техничари обављају помоћне послове у здравству. Опис посла медицинске сестре и техничара укључује заштиту, праћење, надзор, саветовање и негу пацијената, као и вођење документације. Опис посла може обухватати и превенцију, рехабилитацију и здравствено васпитање. Медицинска сестра може радити у болници, амбуланти, дому за стара лица и другим здравственим установама, као и на терену. Постоје разлике у задацима сестара, зависно од места запослења и установе. Медицинска сестра која обилази пацијенте на терену назива се патронажна сестра.